# Leslie Burr-Howard
Leslie Burr-Howard (1 oktober 1956) is een Amerikaans amazone, die gespecialiseerd is in springen. Burr-Howard won tijdens de Olympische Zomerspelen van Los Angeles de gouden medaille in de landenwedstrijd. Twaalf jaar later wederom in haar thuisland won Burr-Howard de zilveren medaille wederom in de landenwedstrijd.

## Resultaten
- Olympische Zomerspelen 1984 in Los Angeles  landenwedstrijd springen met Albany
- Olympische Zomerspelen 1996 in Atlanta 7e individueel springen met Extreme
- Olympische Zomerspelen 1996 in Atlanta  landenwedstrijd springen met Extreme
- Wereldruiterspelen 2002 in Jerez de la Frontera 33e individueel springen met Priobert De Kalvarie
- Wereldruiterspelen 2002 in Jerez de la Frontera 6e landenwedstrijd springen met Extreme met Priobert De Kalvarie

1912: Lewenhaupt, Kilman, von Rosen ·
1920: König, von Rosen, Norling ·
1924: Thelning, Ståhle, Lundström ·
1928: Navarro, Álvarez, García ·
1936: Hasse, von Barnekow, Brandt ·
1948: Mariles, Uriza, Valdés ·
1952: White, Stewart, Llewellyn ·
1956: Winkler, Thiedemann, Lütke-Westhues ·
1960: Winkler, Thiedemann, Schockemöhle ·
1964: Schridde, Jarasinski, Winkler ·
1968: Day, Gayford, Elder ·
1972: Ligges, Wiltfang, Steenken, Winkler ·
1976: Parot, Rozier, Roguet, Roche ·
1980: Tsjoekanov, Poganovsky, Asmaje, Korolkov ·
1984: Fargis, Homfeld, Burr Howard, Smith ·
1988: Beerbaum, Brinkmann, Hafemeister, Sloothaak ·
1992: Raijmakers, Romp, Tops, Lansink ·
1996: Sloothaak, Nieberg, Kirchhoff, Beerbaum ·
2000: Beerbaum, Nieberg, Ehning, Becker ·
2004: Wylde, Ward, Madden, Kappler ·
2008: Ward, Kraut, Simpson, Madden ·
2012: Skelton, Maher, Brash, Charles ·
2016: Rozier, Staut, Bost, Leprévost ·
2020: von Eckermann, Baryard-Johnsson, Fredricson ·
2024: Maher, Charles, Brash